# المالح (مناخة)

تعديل مصدري - تعديل

المالح هي إحدى قرى عزلة متوح بمديرية مناخة التابعة لمحافظة صنعاء، بلغ تعداد سكانها 65 نسمة حسب تعداد اليمن لعام 2004.